# Magazzini Schocken di Stoccarda

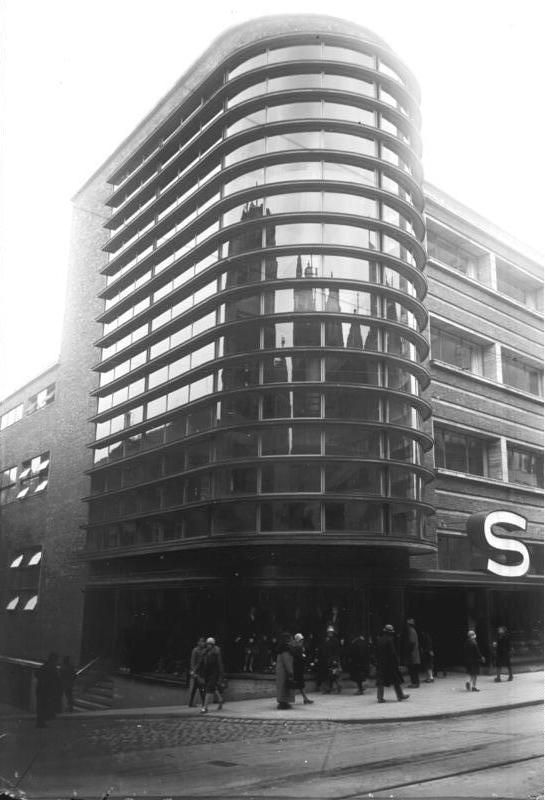
L'edificio dei Grandi magazzini Schocken di Stoccarda nel 1928.

I grandi magazzini Schocken di Stoccarda, costruito tra il 1924 e il 1926, fu uno degli esempi più importanti del movimento modernista della nuova oggettività nell'architettura tedesca e demolito nonostante le proteste del 1960. Insieme ad altri negozi dipartimenti progettati dal suo architetto Erich Mendelsohn, ha introdotto uno stile più tardi divenuto noto a livello internazionale come Streamline Moderne.

## Storia

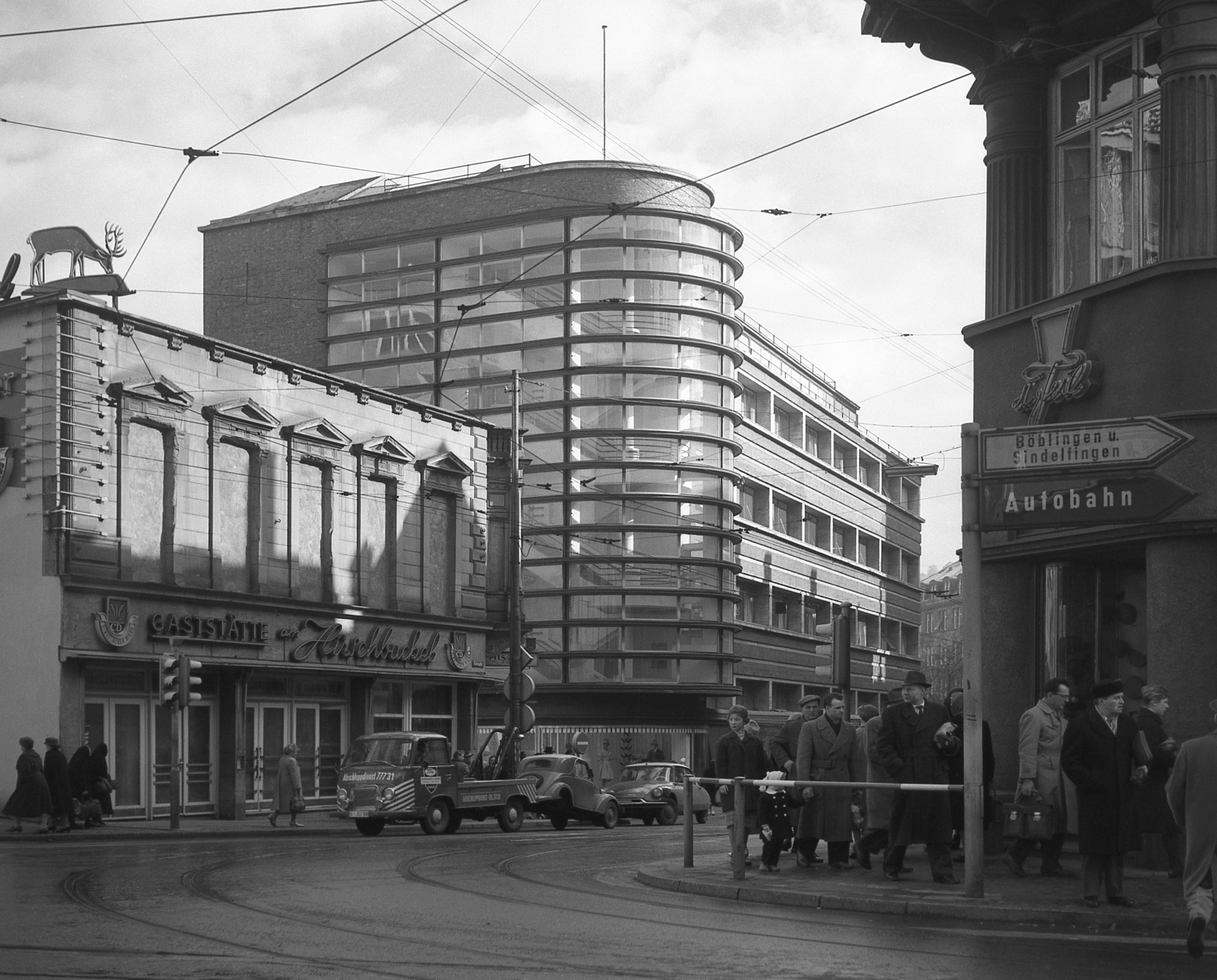
Grandi magazzini Schocken Stoccarda intorno al 1960.

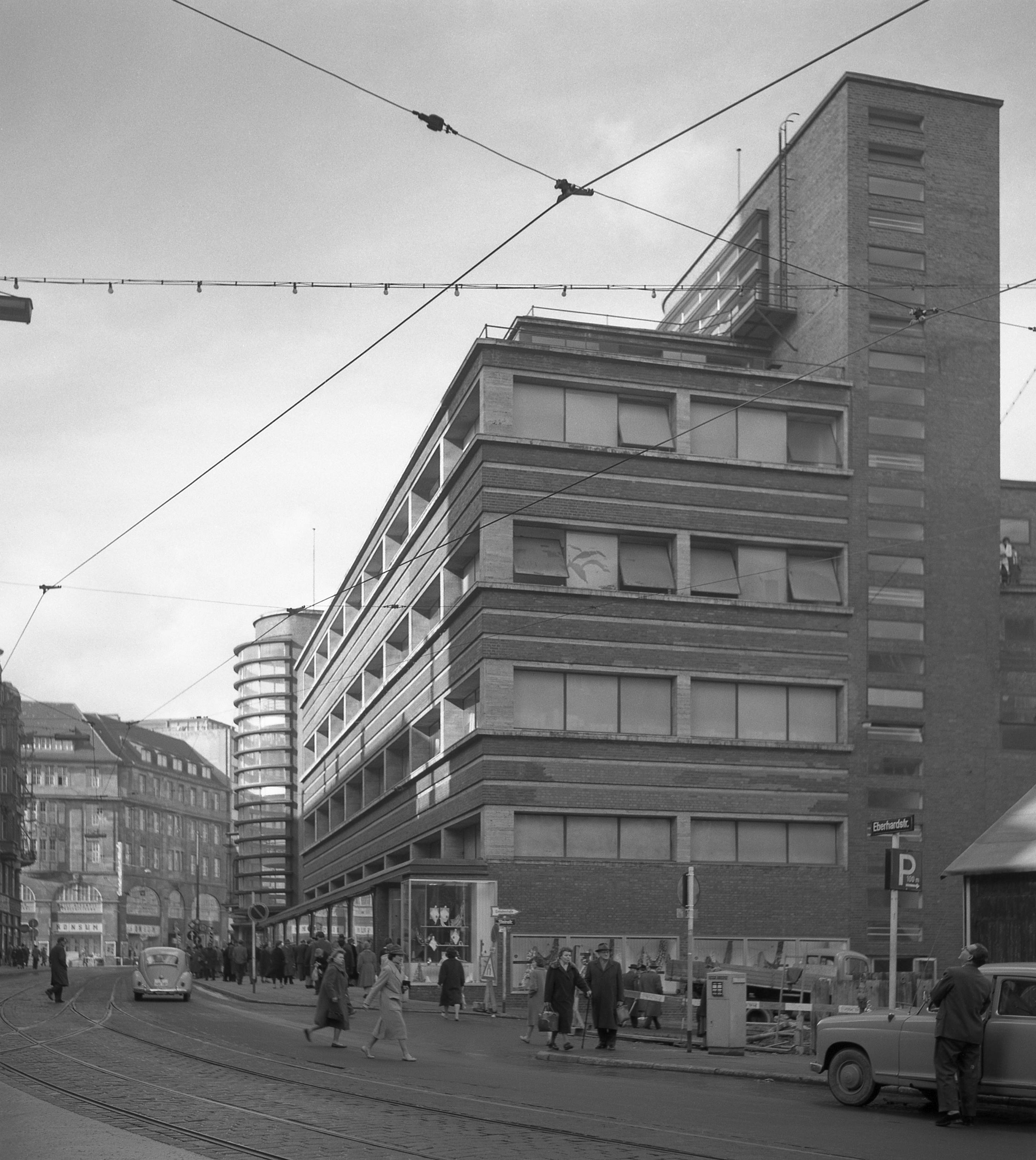

La catena di grandi magazzini Schocken fu fondata da Salman Schocken negli anni venti, che nel 1930 contava 20 negozi in tutta la Germania meridionale. L'architetto Erich Mendelsohn aveva progettato il precedente Kaufhaus Schocken a Norimberga (costruito nel 1926 e oggi demolito) e il successivo negozio a Chemnitz (costruito nel 1930), ma il negozio di Stoccarda era il più significativo dei tre. L'ispirazione per il design è arrivata a Mendelsohn mentre partecipava a un concerto di musica di Bach.
Il grande magazzino era dotato di un design straordinariamente moderno in quello che allora era un tradizionale contesto urbano. Le ampie linee orizzontali, giustapposte da una proiezione semicircolare verticale interamente in vetro, furono elementi successivamente perfezionati e sviluppati come Streamline Moderne a livello internazionale negli anni trenta. I piani dei negozi avevano mobili principalmente in legno e, in assenza di aria condizionata, un gran numero di finestre. Ancora una volta a causa dell'assenza di aria condizionata, la hall del cibo era situata nel seminterrato. Il nome del negozio era rappresentato in caratteri alti circa 7,5' che venivano illuminati dopo il tramonto. L'opuscolo diffuso in occasione dell'apertura presentava lo schizzo colorato di Mendelsohn, il quale aveva anche creato un logo e uno stile di branding basato sulle insegne sulla facciata del negozio.
Il grande magazzino, insieme al vicino Tagblatt-Turm costruito dall'altra parte della strada nello stesso periodo, creò un impressionante insieme di architettura moderna e fu danneggiato solo poco dalla seconda guerra mondiale. Nel 1960, l'autorità locale permise la demolizione del negozio, nonostante le proteste internazionali. Oggi, al suo posto si trova un grande magazzino (Galeria Kaufhof, precedentemente Horten), progettato da Egon Eiermann.